# Осока колхидская
Осока колхидская (лат. Carex colchica) — многолетнее травянистое растение, вид рода Осока (Carex) семейства Осоковые (Cyperaceae).

## Распространение и экология

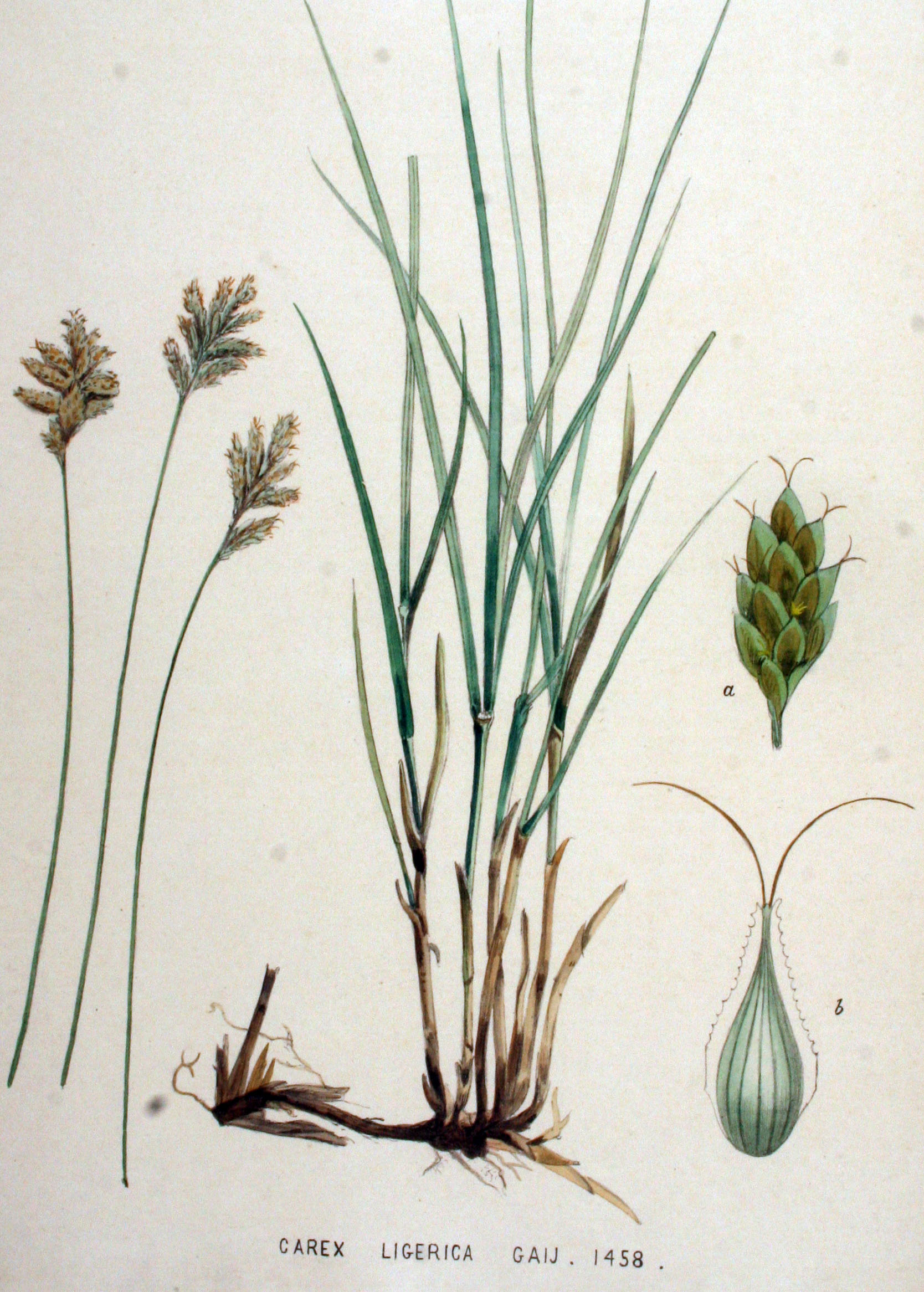

Ареал вида охватывает Южную Европу: Румыния, Болгария, Греция, Турция; Атлантическую и Центральную Европу; Западную Азию: южная Турция; Прибалтику: Эстония (остров Сааремаа), Латвия (побережье Рижского залива и Балтийского моря), Литва, Калининградская область; Европейскую часть России: Удмуртия, Средняя часть бассейна Днепра, бассейн Волги и Дона (юг), Нижнее Поволжье; Беларусь: Гомельская область, Житковичский район; Украину: Крым; Кавказ: Предкавказье, Дагестан, Азербайджан (река Пирсагат); Среднюю Азию: Арало-Каспийский район.
Произрастает на сыпучих и слабозадернованных, приморских и пойменных песках, в песчаных степях, по песчаным склонам.

## Ботаническое описание
Серо-зелёное растение, с длинным и утолщенным корневищем, 2—3(5) мм толщиной, с тонкой, при высыхании отстающей и сминающейся корой, на изломе пахучим, одетыми почти не расщеплёнными и бурыми влагалищами.
Стебли наверху тупо-трёхгранные, большей частью гладкие, несколько изогнутые, высотой 10—50 см, у основания одетые кирпично-бурыми, безлистными влагалищами.
Листья жёсткие, шириной до 3 мм, свёрнутые или сложенные, снаружи гладкие, по краю шероховатые, тонко заострённые.
Колоски в, числе 4—10, яйцевидные, длиной до 1—1,2 см, шириной 0,8 см, большей частью гинекандрические или наряду с ними имеются тычиночные (верхние и средние) и пестичные (нижние), собраны в продолговатый, раздвинутый колос длиной до 4 см. Чешуи яйцевидные, длинно-заострённые, ржавые, по килю и краям более светлые, равные мешочкам. Мешочки яйцевидные, полукожистые, длиной (3,5)4—4,5 мм, плоско-выпуклые, светло-ржавые, спереди с 9—18 жилками, в основании округлые, почти сидячие, кверху, зазубренно-крылатые (крыло узкое, шириной 0,2—0,3 мм), постепенно суженные в двузубчатый носик. Кроющие листья чешуевидные.
Плодоносит в мае — июне.
Вид описан с Кавказа и из Крыма.

## Значение и применение
Ранней весной растение хорошо поедается лошадьми и крупным рогатым скотом. Позже сильно грубеет и не трогается.

## Таксономия
Вид Осока колхидская входит в род Осока (Carex) трибы Cariceae подсемейства Сытевые (Cariceae) семейства Осоковые (Apiaceae) порядка Злакоцветные (Poales).
|  |                                      |  |                                                             |                                                             |                    |  | ещё 17 семейств (согласно Системе APG II) | ещё 17 семейств (согласно Системе APG II)         |                                                   |  |  |  | ещё 13 триб (согласно Системе APG II) | ещё 13 триб (согласно Системе APG II) |  |  |  |  | ещё более 2450 видов | ещё более 2450 видов |
|  |                                      |  |                                                             |                                                             |                    |  | ещё 17 семейств (согласно Системе APG II) | ещё 17 семейств (согласно Системе APG II)         |                                                   |  |  |  | ещё 13 триб (согласно Системе APG II) | ещё 13 триб (согласно Системе APG II) |  |  |  |  | ещё более 2450 видов | ещё более 2450 видов |
|  |                                      |  |                                                             | порядок Злакоцветные                                        |                    |  |                                           |                                                   | подсемейство Сытевые                              |  |  |  |                                       | род Осока                             |  |  |  |  |                      |                      |
|  |                                      |  |                                                             | порядок Злакоцветные                                        |                    |  |                                           |                                                   | подсемейство Сытевые                              |  |  |  |                                       | род Осока                             |  |  |  |  |                      |                      |
|  | отдел Цветковые, или Покрытосеменные |  |                                                             |                                                             | семейство Осоковые |  |                                           |                                                   | триба Cariceae                                    |  |  |  | вид Осока колхидская                  |                                       |  |  |  |  |                      |                      |
|  | отдел Цветковые, или Покрытосеменные |  |                                                             |                                                             |                    |  |                                           |                                                   |                                                   |  |  |  |                                       |                                       |  |  |  |  |                      |                      |
|  |                                      |  | ещё 44 порядка цветковых растений (согласно Системе APG II) | ещё 44 порядка цветковых растений (согласно Системе APG II) |                    |  |                                           | подсемейство Мапаниевые (согласно Системе APG II) | подсемейство Мапаниевые (согласно Системе APG II) |  |  |  | ещё около 100 родов                   | ещё около 100 родов                   |  |  |  |  |                      |                      |
|  |                                      |  |                                                             | ещё 44 порядка цветковых растений (согласно Системе APG II) |                    |  |                                           |                                                   | подсемейство Мапаниевые (согласно Системе APG II) |  |  |  |                                       | ещё около 100 родов                   |  |  |  |  |                      |                      |